# Зануда Олексій Петрович
Олексі́й Петро́вич Зану́да (народився 22 березня 1949, с. Красна Слобідка, Київська обл., УРСР) — український підприємець, директор ЗАТ «Обухівський молочний завод». Заслужений працівник промисловості України. Депутат Обухівської районної ради. Почесний громадянин м. Обухів.

## Життєпис
Народився 22 березня 1949 році у селі Красна Слобідка Обухівського району Київської області, УРСР. У 1966 році закінчив Краснослібідську середню школу. Після закінчення Київського технікуму громадського харчування у 1969 році почав працювати на Обухівському молочному заводі машиністом аміачних холодильних установок.
З 1973 року працював на посаді інженера-технолога. У 1976 році закінчив механічний факультет Київського технологічного інституту харчової промисловості (КТІХП). У 1977 році запрошений на Обухівський молочний завод головним інженером. У 1983 році був призначений директором підприємства.
У 1993 році підприємство стало орендним, а у 1995 році майно заводу було викуплено колективом і створено Акціонерне товариство закритого типу «Обухівський молочний завод». Рішенням зборів акціонерів директором заводу було обрано Олексія Зануду. Голова правління акціонерного товариства «Обухівський молокозавод».

## Нагороди і відзнаки
- Орден «Знак Пошани»,
- знак «рос. Ударник одинадцатой пятилетки»,
- Медаль «В пам'ять 1500-річчя Києва»,
- Почесна грамота Міністерства АПК України,
- Почесна грамота Київської обласної держадміністрації,
- Подяка голови Київської міської держадміністрації,
- Відзнака Президента України — ювілейна медаль «25 років незалежності України» (2016).[2]